# پلاک یوفا

نمایی از نشان افتخاری «پلاک یوفا» تیم یوونتوس

پلاک یوفا یک نشان افتخاری است که توسط اتحادیه فوتبال اروپا به باشگاه ایتالیایی یوونتوس، پس از کسب هر سه جام قهرمانی اصلی اروپا، یعنی جام باشگاه‌ها، جام برندگان جام و جام یوفا، داده شد. (نخستین تیم در تاریخ فوتبال اروپا که به چنین دستاوردی می‌رسد).

## جایزه
این جایزه شامل یک پلاک نقره مستطیل شکل است که بر روی آن سه جام که نشان دهنده مسابقات ذکر شده‌است، بالای یک تاج گل مورب طلایی و نشان اتحادیه فوتبال اروپا به رنگ طلایی قرار گرفته‌اند. همچنین، این پلاک دارای کتیبه زیر است:
احترام

از یوفا به باشگاه یوونتوس

اولین باشگاهی که موفق به فتح سه جام بین‌المللی باشگاهی یوفا شده‌است

جام باشگاه‌های اروپا

جام برندگان جام اروپا

جام یوفا.

## برندگان جایزه
در ۱۲ ژوئیه ۱۹۸۸، در آغاز قرعه‌کشی رقابت‌های اروپایی فصل ۸۹–۱۹۸۸ که در ژنو (سوئیس) برگزار شد، رئیس یوفا ژاک ژرژ جایزه را به جیامپیرو بونیپرتی، رئیس باشگاه یوونتوس اهدا کرد.
در ژوئیه ۱۹۹۲، پس از قهرمانی در جام باشگاه‌های اروپا، رئیس باشگاه بارسلونا جوزپ لوییس نونیز، با بیان این موضوع که باشگاه وی با رکورد یوونتوس برابر شده و پیش از آن جام در جام و جام یوفا را بدست آورده، از یوفا درخواست کرد که چنین نشان افتخاری را به باشگاه او نیز بدهند.
از زمانیکه یوفا پلاک را به یوونتوس اهدا کرد چهار باشگاه دیگر نیز موفق به قهرمانی در سه جام اصلی اروپا شدند:
آژاکس (۱۹۹۲)، بایرن مونیخ (۱۹۹۶)، چلسی (۲۰۱۳)، و منچستر یونایتد (۲۰۱۷)